# Vuokatti
Vuokatti est un village situé dans la commune de Sotkamo de la région du Kainuu en  Finlande.

## Présentation
C'est un lieu réputé pour la pratique du ski nordique et de la course d'orientation. Plusieurs épreuves de coupe du monde ou de championnat du monde de ces disciplines y ont été organisées.
Il accueille sur ses pentes une très petite station de sports d'hiver.

## Domaine skiable
Le dénivelé maximal est de 170 mètres. La plus longue piste mesure 1 100 mètres. Il est possible d'y pratiquer le ski nocturne.

## Transports
La gare de Vuokatti, créée en 1926, est sur la ligne de chemin de fer Joensuu-Kontiomäki.